# Maria Frieden (Hannover)

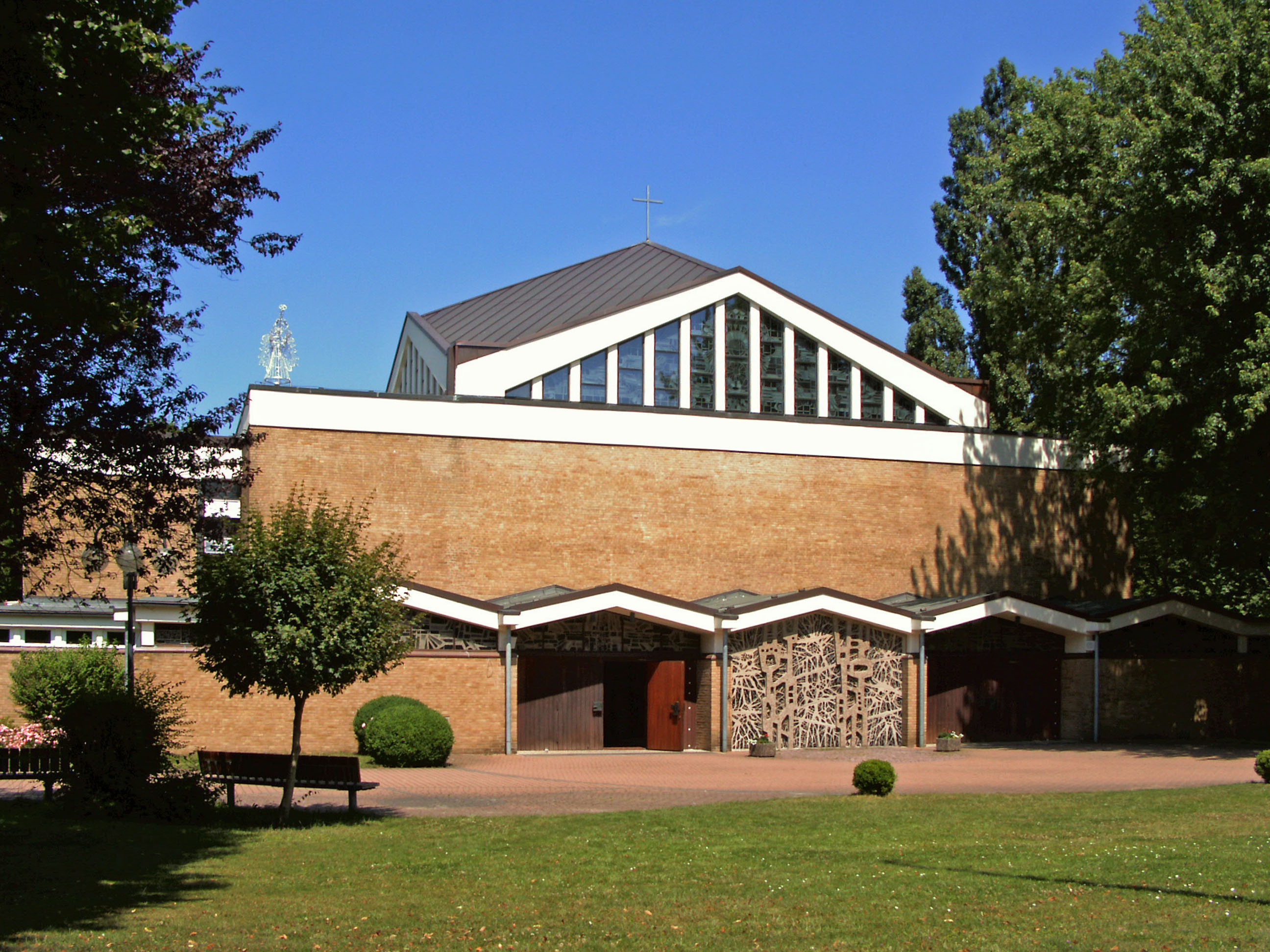
Maria-Frieden-Kirche

Altarraum

Maria Frieden ist eine römisch-katholische Kirche in Groß-Buchholz, einem Stadtteil von Hannover (Niedersachsen). Die Kirche ist eine Filialkirche der Pfarrgemeinde St. Martin im Dekanat Hannover des Bistums Hildesheim, wird von der Polnischen Katholischen Mission genutzt. Sie ist nach der Königin des Friedens, einem Marientitel aus der Lauretanischen Litanei, benannt, und befindet sich im Stilleweg 12.

## Geschichte
Im Herbst 1963 erfolgte die Grundsteinlegung der Kirche, und am 8. Mai 1965 ihre Konsekration. Am 1. Juli 1965 wurde die Kirchengemeinde Hannover-Buchholz eingerichtet. Bereits seit 1965 wurde die Kirche von der Polnisch Katholischen Mission mitgenutzt. Heute ist sie ausschließlich der Nutzung durch die Polnische Katholische Mission in Hannover vorbehalten und hat einen Einzugsbereich über die Stadtgrenzen hinaus. Sie umfasst die Dekanate Hannover, Celle, Verden, Hildesheim und Hameln-Holzminden.

## Architektur und Ausstattung

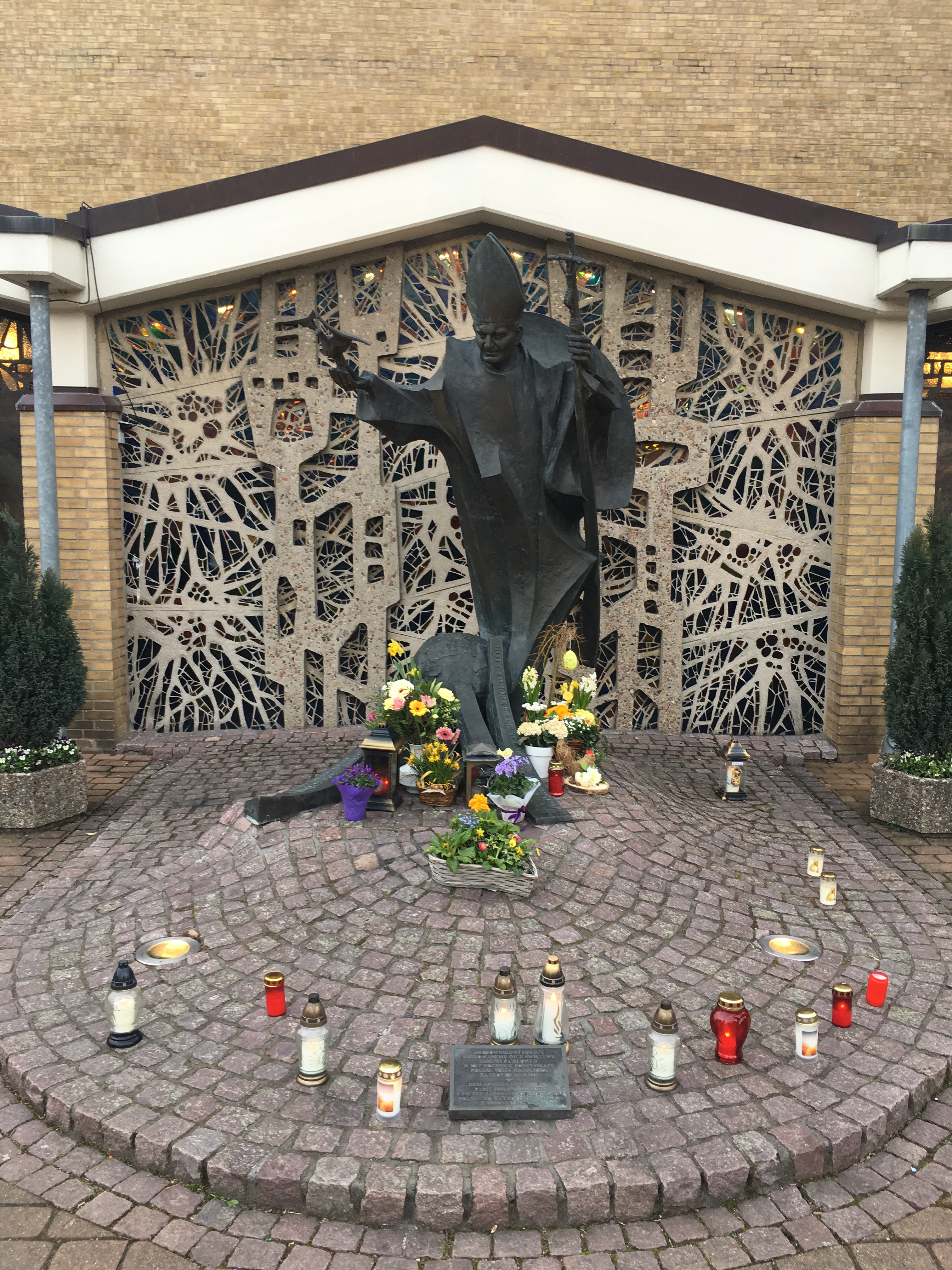
Statue Johannes Pauls II.

Die Kirche wurde als Zentralbau nach Plänen des Architekten Brenninkmeyer (Hannover) erbaut. Rechts vom Eingang steht eine von dem Krakauer Bildhauer Czesław Dźwigaj 2003 geschaffene Statue Johannes Pauls II. dar.
Die heutige Orgel, erbaut vom Orgelbau Simon, ersetzt seit 2005 das Vorgängerinstrument.
Die zugehörige Kapelle wurde der Schwarzen Madonna von Tschenstochau geweiht, deren Bild seit 1988 den Hauptaltar ziert. In der Kapelle befinden sich zahlreiche Devotionalien, besonders Dankesgaben der Überlebenden des Zweiten Weltkriegs. Vor der Kapelle steht ein Solidaritätskreuz für Solidarność und erinnert an die Opfer der polnischen Streikbewegung Anfang der 1980er Jahre.

## Weitere katholische Einrichtungen in Groß-Buchholz

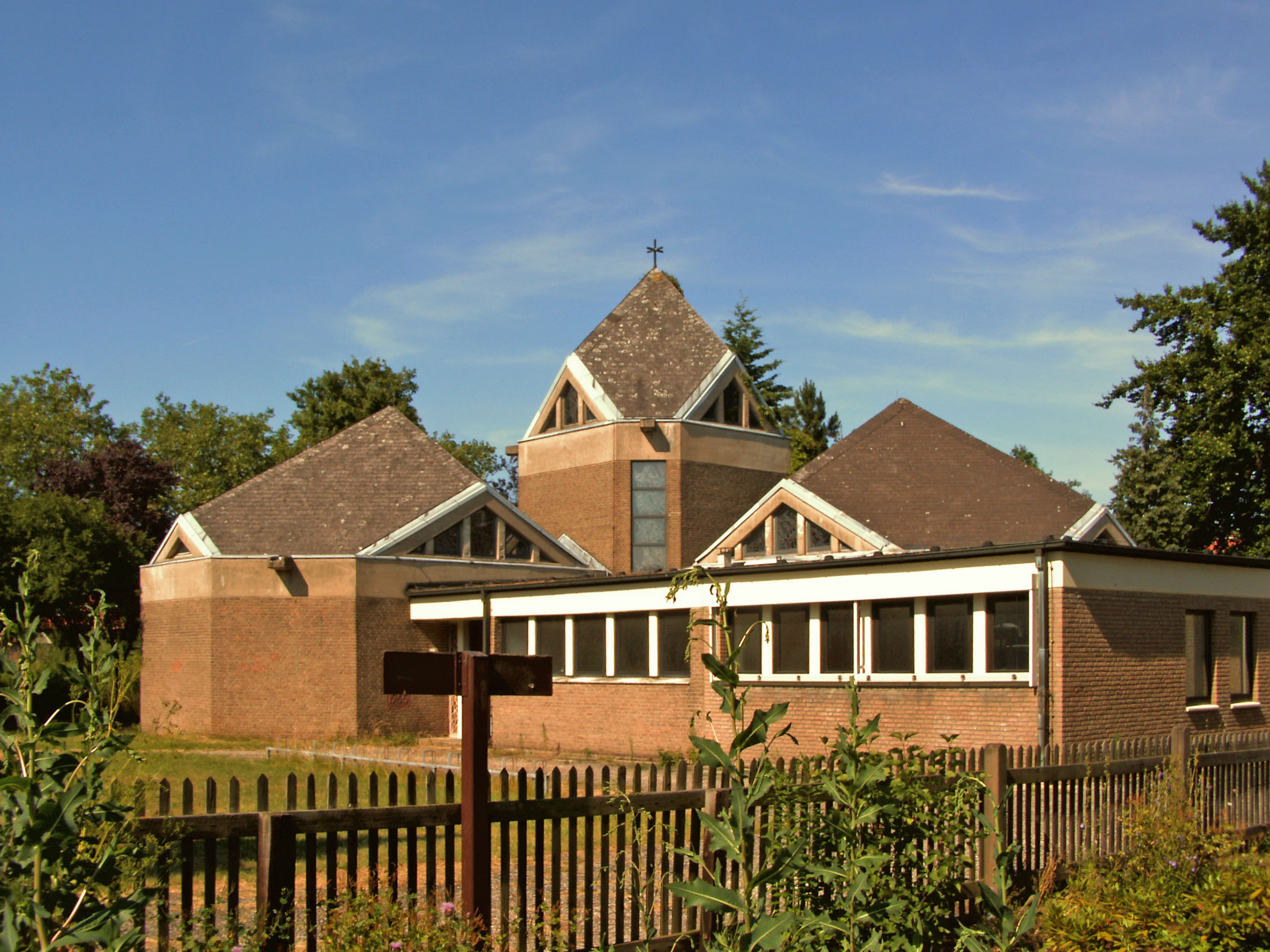
Klosterkirche

- Pfarrkirche St. Martin (Nußriede 23)
- Kindertagesstätte Fridtjof-Nansen-Haus (Gulbranssonweg 14)[2]
- Niels-Stensen-Kloster. Ab 1959 bestand ein Klarissenkloster (Milanstraße 1/3). 1966 wurde die heutige Klosterkirche erbaut, nach Plänen des Architekten Brenninkmeyer (Hannover). Am 17. Dezember 1966 erfolgte ihre Konsekration, unter dem Turm befindet sich der Altarraum. 1998 wurde das Kloster von den Armen Schwestern der Hl. Klara (Klarissen) aufgelöst, und der Konvent zog in das Klarissenkloster in Bad Neuenahr um.[3][4] Von 1998 bis 2012 wurde das Kloster von polnischen Unbeschuhten Karmelitinnen bewohnt, die zuvor in Island lebten.[5] Seit 2013 bewohnen Karmelitinnen, die zuvor im Lembecker Michaelisstift ansässig waren, das Kloster.[6]